# Cobourg
Cobourg è una città del Canada situata presso la contea di Northumberland, nella provincia dell'Ontario. Si trova 75 km a est di Toronto.
La città venne fondata nel 1798, successivamente le venne dato il nome Amherst. Nel 1819 vennero celebrate le nozze di Carlotta Augusta di Hannover con Leopoldo I del Belgio di Sassonia-Coburgo, da qui il nome della città Cobourg.
Vi nacque l'oceanografo John Murray.

## Amministrazione

### Gemellaggi
Cobourg è gemellata con:
- Coburgo, dal 1974[1]
- Tirana[2]